# زینائیدا شارکو
زینائیدا ماکسیموونا شارکو (روسی: Зинаида Максимовна Шарко؛ ۱۴ مه ۱۹۲۹ – ۴ اوت ۲۰۱۶) بازیگر اهل اتحاد جماهیر شوروی بود.
وی همچنین برندهٔ جوایزی همچون نقاب زرین، هنرمند مردمی جمهوری شوروی فدراتیو سوسیالیستی روسیه، جایزه نیکا، و نشان دوستی شده‌است.